# Церковь Иоанна Предтечи (Ширково)
Церковь Рождества Иоанна Предтечи на Ширковом погосте — уникальный памятник деревянного зодчества в селе Ширково Пеновского района Тверской области. Построена в 1694—1697 гг. на берегу озера Вселуг. Имена строителей история не сохранила, а предания называют братьев Ширковых, местных уроженцев.

## Описание
Высота храма — около 45 метров с крестом. Удивительно стройная, великолепная церковь — интересный образец ярусных деревянных храмов «четверик на четверике», каждый четверик покрыт восьмискатной кровлей с острыми, словно наконечники стрел, завершениями. Верхние ярусы храма срублены «в лапу», нижние же два четверика — «в обло с остатком», выполнены из более толстого бруса.

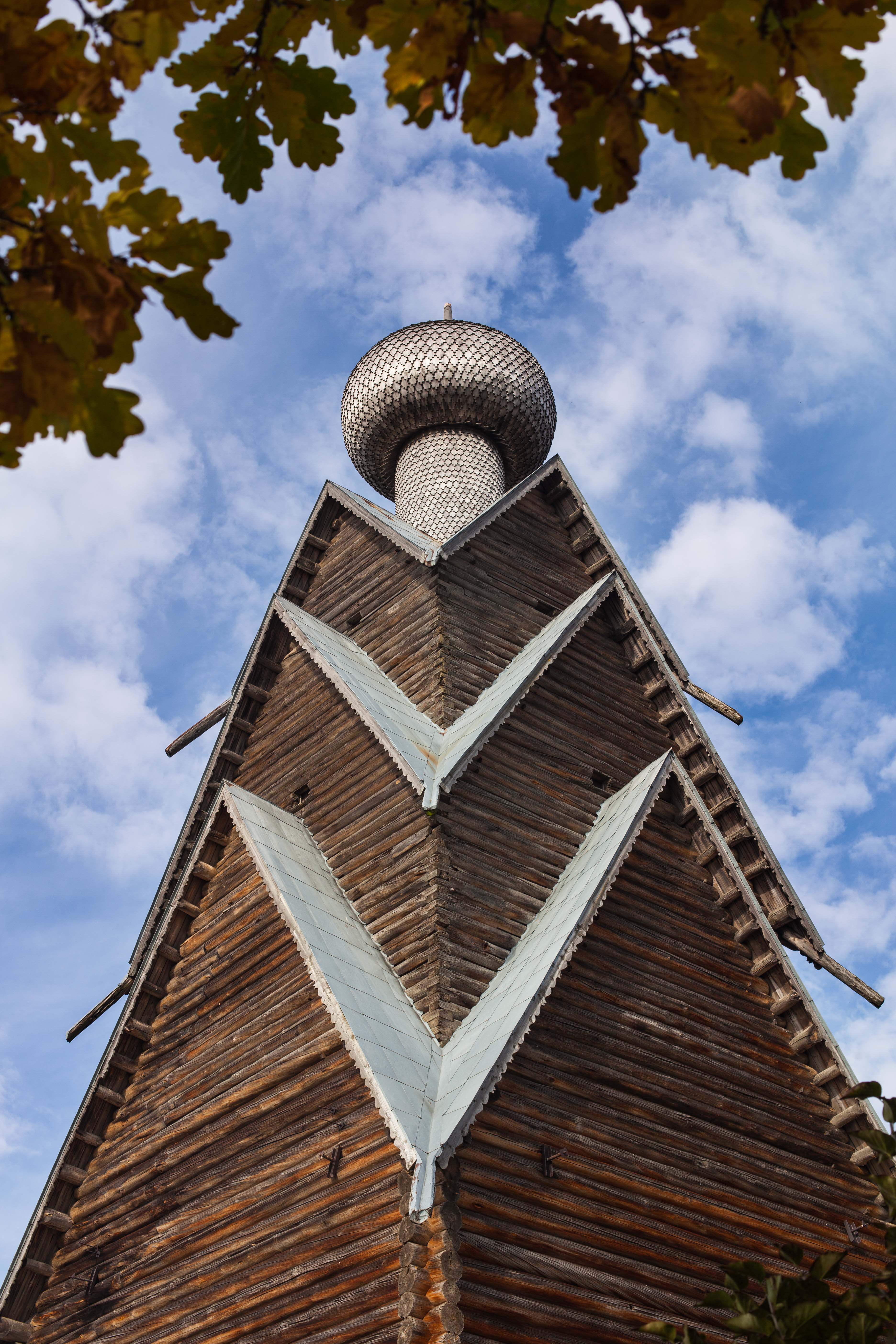
Церковь Иоанна Предтечи